# Ева Ривас
Ева Ривас (рођена 13. јула 1987. године), чије је право име Валерија Александровна Решетникова-Цаторијан, је руско-јерменска певачица. Представљала је Јерменију на Евровизијском такмичењу 2010. године с песмом „Apricot Stone”.

## Детињство и младост
Ева је рођена у Ростову на Дону у породици мајке јерменског, а оца руског и грчког порекла. Уметничко име позајмила је од прабаке грчког порекла. Током одрастања била је члан ансамбла „Аревик”.

## Каријера

### Такмичење на Евровизији 2010.
Ева Ривас је 14. фебруара 2010. године победила на финалној вечери избора за представника на Евровизији и тиме је одлучено да ће она и њена песма „Apricot Stone” представљати те године Јерменију на Евровизијском такмичењу. У полуфиналу је била шеста и прошла је даље, док је на финалној вечери изводила песму двадесет и прва и на крају освојила 141 поен чиме је освојила седмо место. 
Да би промовисала своју песму, Ева је те године наступала у неколико европских држава. Она даље намерава да се бави музиком и да настави да путује. Изразила је жељу да 2012. године опет представља Јерменију на Евровизији, али Јерменија те године није учествовала у овом такмичењу.

### После Евровизије
Ева Ривас је судија у емисији „The Voice” за територију Јерменије. 
Такође, појавила се у филму „Шесто чуло” као Ева Ривас 2014. године. 